# Georges Dumézil
Georges Dumézil (Parigi, 4 marzo 1898 – Parigi, 11 ottobre 1986) è stato uno storico delle religioni, linguista e filologo francese.
Dumézil è universalmente noto per le sue teorie sulla società, l'ideologia e la religione degli antichi popoli indoeuropei, sviluppate comparando tra loro i miti di quei popoli: egli vi scoprì una struttura narrativa identica che per Dumézil rifletteva essenzialmente un'identica visione della società e del mondo, caratterizzata in particolare da una tripartizione funzionale, ovvero la funzione sacrale e giuridica, la funzione guerriera e la funzione produttiva. Oltre che nei miti, questa struttura si ritrova, secondo Dumézil, anche nell'organizzazione sociale di alcuni popoli indoeuropei, a cominciare dalle caste dell'India.

## Biografia
Durante la prima guerra mondiale fu costretto a interrompere gli studi, in quanto richiamato sotto le armi come ufficiale d'artiglieria, dal marzo 1917 al febbraio 1919. Dopo la guerra divenne lettore di francese all'Università di Varsavia nel 1921, ma l'anno dopo rientrò in Francia per iniziare le sue tesi di storia delle religioni, sotto la guida di Antoine Meillet.
Nel 1924 sostenne due tesi universitarie: la prima, intitolata Le festin d'immortalité. Étude de mythologie comparée indo-européenne, tratta della comparazione tra l'ambrosia e una mitica bevanda indiana, l'amrtâ. Nella tesi, Dumézil andava oltre la semplice comparazione tra le due bevande e la integra con elementi di altre religioni, sostenendo che presso le popolazioni scandinave è la birra a prendere il posto dell'ambrosia. A questo punto, però, gli venne rimproverato di essersi preso troppe libertà con i fatti pur di raccontare una bella storia, ed è lo stesso rimprovero che viene fatto a tutt'oggi a quest'opera. La seconda tesi s'intitolava Le crime des Lemniennes. Rites et légendes du monde égéen.
Nel 1925 partì per la Turchia dove insegnò Storia delle Religioni all'Università di Istanbul, appena creata da Mustafa Kemal Atatürk. Qui imparò il turco e viaggiò nella regione del Caucaso e in Russia, dove scoprì la lingua e la mitologia degli Osseti, un piccolo popolo indoeuropeo. Studiò anche la lingua dei Circassi, degli Abkhazi e degli Ubykh, un popolo caucasico sconfitto dai Russi tra il 1860 e il 1870 e rifugiatosi nella Turchia occidentale. Le ricerche di Dumézil in questo campo costituiscono uno dei più importanti contributi alla caucasologia in Occidente.
Nel 1931 ottenne un posto di lettore di francese all'Università di Uppsala, dove perfezionò la sua conoscenza della mitologia scandinava e apprese la lingua svedese. Si dimise nel 1933 e venne nominato direttore degli "Studi comparativi delle religioni dei popoli indoeuropei", alla quinta sezione della École pratique des hautes études. Seguì anche i corsi di sinologia tenuti da Marcel Granet, dove conobbe Marcel Mauss. Nel 1938 elaborò la sua teoria delle tre funzioni: «Gli indoeuropei - sosteneva - si distinguono per l'esplorazione intellettuale di queste tre funzioni. I cinesi, ad esempio, hanno invece concepito la vita su un modello binario».
Nel 1941 fu espulso dall'insegnamento per appartenenza alla massoneria ma venne reintegrato l'anno seguente grazie all'intervento di Jérôme Carcopino. Insegnò al Collège de France dal 1949 al 1968 alla cattedra di Civiltà indoeuropee (cattedra creata in suo onore). Nel 1968 andò in pensione, ma nei tre anni successivi continuò a tenere conferenze negli Stati Uniti, nell'Università di Princeton, Chicago e Los Angeles. Fu a questo punto che Dumézil intraprese un lavoro di revisione della sua opera, pubblicando i tre volumi di Mythe et épopée negli anni fra il 1968 e il 1973.
Nel 1970 fu eletto all'Académie des inscriptions et belles-lettres. Entrò a far parte dell'Académie française nel 1978.
Dal 1952 al 1972 viaggiò frequentemente nel Caucaso per studiare le lingue e le mitologie di quei popoli.
Verso la fine degli anni settanta, divenne membro del Comité de Patronage di Nouvelle Ecole, rivista diretta da Alain de Benoist che gli dedicò un numero speciale, e le sue opere influenzarono profondamente l'ambiente del Groupement de Recherches et Etudes pour la Civilisation Européenne, più tardi divenuto famoso con il nome di Nouvelle Droite.

## Critiche
Carlo Ginzburg, in un suo articolo intitolato "Mitologia germanica e nazismo. Su un vecchio libro di Georges Dumézil", presente nel libro Miti emblemi spie. Morfologia e storia, individua nel testo di Dumézil Mythes et dieux des Germains, essai d'interprétation comparative un affiorare a tratti di «una malcelata simpatia ideologica per la cultura nazista». Ma lo stesso Dumézil aveva smentito questo genere di letture della sua opera. Didier Eribon è inoltre intervenuto a dimostrazione di come l'opera di Dumézil non sia in alcun modo accostabile all'ideologia nazista, criticando duramente coloro che invece hanno ritenuto di scorgervi alcune simpatie.

## Opere
- Le festin d'immortalité, étude de mythologie comparée indo-européenne. Parigi, P. Geuthner, 1924.
- Le crime des Lemniennes, rites et légendes du monde égéen. Parigi, P. Geuthner, 1924.
- Le problème des Centaures, étude de mythologie comparée indo-européenne . Parigi, P. Geuthner, 1929.
- Légendes sur les Nartes, suivies de cinq notes mythologiques. Parigi, Librairie H. Champion, 1930.
- La langue des Oubikhs. Parigi, Collection de la Societé de linguistique de Paris, 1931.
- Introduction à la grammaire comparée des langue caucasiennes du Nord. Parigi, Librairie H. Champion, 1933.
- Ouranos-Varuna, étude de mythologie comparée indo-européenne. Parigi, Adrien Maisonneuve, 1934.
- Textes populaires ingouches, recueillis, commentés et précédés d'une introduction grammaticale (con M. Djabagui). Parigi, Adrien Maisonneuve, 1935.
- Flamen-Brahman. Parigi, P. Geuthner, 1935.
- Contes lazes. Parigi, Musée de l'Homme, 1937.
- Fable de Tsey Ibrahim (tcherkesse occidental) (con A. Namitok). Parigi, P. Geuthner, 1938.
- Mythes et dieux des Germains, essai d'interprétation comparative. Parigi, Presses Universitaires de France, 1939.
- Mitra-Varuna. Due rappresentazioni indoeuropee della sovranità, Rimini, Il Cerchio, 2024; Mithra-Varuna, essai sur deux représentations indo-européennes de la Souveraineté. Parigi, Presses Universitaires de France, 1940 (seconda edizione: Parigi, Gallimard, 1948)
- Jupiter, Mars, Quirinus (Jupiter Mars Quirinus. Parigi, Gallimard, 1941). Torino, Edizioni scientifiche Einaudi, 1955.
- Horace et les Curiaces (Mythes romains I). Parigi, Gallimard, 1942.
- Servius et la Fortune, essai sur la fonction sociale de louange et de blâme et sur les éléments indo-européens du cens romain (Mythes romains II). Parigi, Gallimard, 1943.
- Naissance de Rome (Juppiter Mars Quirinus II). Parigi, Gallimard, 1944.
- Naissance d'archanges-Essai sur la formation de la religion zoroastrienne (Juppiter Mars Quirinus III). Parigi, Gallimard, 1945.
- Tarpeia, cinq essais de philologie comparée indo-européenne (Mythes romains III). Parigi, Gallimard, 1947.
- Juppiter Mars Quirinus IV, explication de textes indiens et latin. Parigi, Presse Universitaire de France, 1948.
- Loki. Parigi, G.P. Maisonneuve, 1948 (terza edizione: Parigi, Flammarion, 1986).
- L'héritage indo-européen à Rome. Parigi, Gallimard, 1949.
- Le troisième souverain, essai sur le dieu indo-iranien Aryaman et sur la formation de l'histoire mythique de l'Irlande. Parigi, G.P. Maisonneuve, 1949.
- Les dieux indo-européens. Parigi, Presses Universitaires de France, 1952.
- La saga di Hadingus: dal mito al romanzo (Du mythe au roman, la saga de Hadingus et autres essais. Parigi, Presses Universitaires de France, 1953). Roma, Edizioni Mediterranee, 2001. ISBN 88-272-1426-7.
- Rituels indo-européens à Rome, Parigi, Klincksieck, 1954.
- Déesses latines et mythes védiques . Bruxelles, Collection Latomus, vol. XXIV, 1956.
- Aspects de la fonction guerrière chez les Indo-Européens. Parigi, Presses Universitaires de France, 1956.
- Contes et légendes des Oubykhs. Parigi, Musée de l'Homme, 1957.
- L'idéologie tripartite des Indo-Européens. Bruxelles, Collection Latomus, vol. XXXI, 1958.
- Études oubykhs. Parigi, Adrien Maisonneuve, 1959.
- Gli dèi dei Germani: saggio sulla formazione della religione scandinava (Les dieux des Germains, essai sur la formation de la religion scandinave. Parigi, Presses Universitaires de France, 1959). Milano, Adelphi, 1979.
- Documents anatoliens sur les langues et les traditions du Caucase . Parigi, Adrien Maisonneuve, 1960.
- Documents anatoliens sur les langues et les traditions du Caucase II. Textes oubikhs. Parigi, Musée de l'Homme, 1962.
- Il libro degli eroi (Le livre des héros, légendes ossètes sur les Nartes. Parigi, Gallimard, 1965). Milano, Adelphi, 1969.
- Documents anatoliens sur les langues et les traditions du Caucase III. Nouvelles études oubikhs. Parigi, Musée de l'Homme, 1965.
- La religione romana arcaica (La religion romaine archaïque, avec un'appendice sur la religion des Étrusques. Parigi, Payot, 1964). Milano, Rizzoli, 1977. ISBN 88-17-86637-7.
- Documents anatoliens sur les langues et les traditions du Caucase IV. Récits lazes en dialect d'Arhavi, parler de Senköy. Parigi, EPHE, 1967.
- Documents anatoliens sur les langues et les traditions du Caucase V. Etudes abkhaz. Istanbul-Parigi, Bibliothèque archéologique et historique de l'Institut français d'Archéologie d'Istanbul, 1967.
- Mito ed epopea. La terra alleviata. L'ideologia delle tre funzioni nelle epopee dei popoli indoeuropei (Mythe et épopée. L'idéologie des trois fonctions dans les épopées des peuples indo-européens. Parigi, Gallimard, 1968). Torino, Einaudi, 1982.
- Le sorti del guerriero (Heur et malheur du guerrier, aspects de la fonction guerrière chez les Indo-Européens. Parigi, Presse Universitaire de France, 1969). Milano, Adelphi, 1990.
- Idee romane (Idées romaines. Parigi, Gallimard, 1969). Genova, Il Melangolo, 1987.
- Mythe et épopée II. Types épiques indo-européens: un héros, un sorcier, un roi. Parigi, Gallimard, 1971.
- Myth et épopée III. Histoires romaines. Parigi, Gallimard, 1973.
- Feste romane (Fêtes romaines d'été et d'automne, suivi de Dix Questions romaines. Parigi, Gallimard, 1975). Genova, Il Melangolo, 1989.
- Le verbe oubykh, études descriptives et comparatives (con Tevfik Esenç). Parigi, Mémoires de l'Académie des inscriptions et belles-lettres, Nouvelle série, I, 1975.
- Gli dei sovrani degli indoeuropei (Les dieux souverains des Indo-Européens. Parigi, Gallimard, 1977). Torino, Einaudi, 1985. ISBN 88-06-57703-4.
- Storie degli Sciti (Romans de Scythie et d'alentour. Parigi, Payot, 1978). Milano, Rizzoli, 1980.
- Matrimoni indoeuropei (Mariages indo-européens, suivi de Quinze Questions romaines. Parigi, Payot, 1979). Milano, Adelphi, 1984.
- Apollon sonore et autres essais. Parigi, Gallimard, 1982.
- La Courtisane et les seigneurs colorés et autres essais, 25 esquisses de mythologie. Parigi, Gallimard, 1983. ISBN 2-07-070037-2.
- Il monaco nero in grigio dentro Varennes (Le moyne noir en gris dedans Varenne, sotie nostradamique). Parigi, Gallimard, 1984). Milano, Adelphi, 1987.
- L'oubli de l'homme et l'honneur des dieux. Parigi, Gallimard, 1985.
- Le Roman des jumeaux, esquisses de mythologie. Parigi, Gallimard, 1995 (Edizione postuma a cura di Joël Grisward).
- L'ideologia tripartita degli Indoeuropei. Rimini, Il Cerchio (seconda edizione) 2003